# سن أباد (برزاوند)
سن أباد (بالفارسية: سن‌آباد) هي قرية تقع في إيران في قسم برزاوند الريفي. يقدر عدد سكانها بـ 15 نسمة .